# Jaime Bravo Oliva
Jaime Bravo Oliva, es un ingeniero, político chileno y previamente embajador de Chile (político) en Honduras (2014-2018).

## Biografía
Oriundo de la Región de Valparaíso, es hermano de Ricardo Bravo. Es Ingeniero Comercial de la Universidad Católica de Valparaíso y Máster en Ciencias de la Ingeniería de la Universidad de Chile. Tiene una vasta experiencia en el sector energético y ha participado en la definición y formulación de las principales normativas que regulan el sector en Chile.
En el ámbito internacional, ha sido miembro de las delegaciones nacionales de negociación ante la Convención de las Naciones Unidas para el Cambio Climático e integró el Steering Committe a cargo de la Implementación Conjunta del Protocolo de Kioto, en representación de América Latina y El Caribe.
En el sector público, durante más de una década formó parte de la Comisión Nacional de Energía (CNE), en donde ejerció como Jefe de División de Desarrollo Sustentable en el Ministerio de Energía. Bravo fue parte también del equipo asesor del otrora ministro y presidente de la Comisión Nacional de Energía Marcelo Tokman, en dupla con Juan José Rivas. Durante la primera administración de Bachelet, Bravo y Rivas se hicieron fama en el Congreso por sus esfuerzo para apurar las iniciativas que permitirían inyectar más mega watts al Sistema Interconectado Central (SIC) en 2008. Y como Jefe del Área de Medio Ambiente y Renovables del organismo, en concordancia con Rivas se reunía con todos los involucrados en la revisión de los Estudios de Impacto Ambiental (EIA) de aquellos proyectos que podían incrementar el suministro eléctrico del país, razón por que sería llamado mientras ejercía como Jefe del Área de medioambiente “fast tracker de la energía”.
También fue el fundador y primer Director de o2b Consultores Asociados.